# Чернобыльский полк
Чернобыльский полк — военно-административная единица Гетманщины со столицей в Чернобыле. Полк был основан в 1648 году.

## История
Чернобыльский полк был создан в период восстания Хмельницкого в 1648 году на основе Чернобыльской сотни Киевского полка. В состав входили Чернобыль и окружающие сёла. Полк существовал в 1648-1649 годах и в 1651 году.

## Упоминания
Известно, что в 1649 году 2 тысячи казаков чернобыльского полка, вместе с 10 тысячами казаков киевского полка, 3 500 казаков овручского полка, а также двухтысячным отрядом казаков Григория Голоты, шли на помощь отрядам Пободайло и Горкуши, которые в Белоруссии сдерживали наступление польских войск Радзивилла на Киев, общее командование казацким войском осуществлял киевский полковник Михаил Кричевский.